# 구보 쓰바사
구보 쓰바사(일본어: 久保 飛翔, 1993년 11월 10일~)는 일본의 축구 선수이다.

## 구단 경력
그는 2016년 J2리그의 파지아노 오카야마에 입단했다. 2018년 리그 3경게 출전, 2018년후 현역 은퇴.